# Wacław Szomek
Wacław Franciszek Szomek (ur. 5 marca 1855 w Sanoku, zm. 12 września 1910 w Samborze) – polski sędzia, prokurator.

## Życiorys
Wacław Franciszek Szomek urodził się 5 marca 1855 w Sanoku. Jego rodzicami byli Wenzel (Wacław) Schomek (w połowie XIX wieku inspektor oddziału podatkowego cyrkułu sanockiego, także sekretarz Dyrekcji Skarbu, zm. przed 1892) i Franciszka z domu Walz (1827-1892). Miał rodzeństwo: Amelię (1853-1940, po mężu Czyczajczuk), Wilhelma (1857-1940, inżynier w Sanoku, mierniczy przysięgły), Bolesława (1858-1910, polonista, profesor gimnazjalny), Natalię Józefę (ur. 1861, żona Kazimierza Krawczyńskiego).
Ukończył studia prawnicze. W okresie zaboru austriackiego w ramach autonomii galicyjskiej wstąpił do służby sądowniczej. Od około 1879 był auskultantem w C. K. Sądzie Powiatowym w Sądowej Wiszni. Następnie od około 1881 był auskultantem Galicji Wschodniej przydzielonym do C. K. Sądu Obwodowego w Złoczowie (około 1883/1884 równocześnie w C. K. Sądzie Powiatowym w Łopatynie). Od około 1886 był adjunktem C. K. Sądu Powiatowego w Rożniatowie. Od 1888 był adjunktem w C. K. Sądzie Obwodowym w Sanoku. Równolegle jako adiunkt od około 1894 był asesorem w C. K. Sądzie Powiatowym dla Spraw Dochodów Skarbowych w Sanoku. Ze stanowiska asesora w marcu 1895 został mianowany c. k. zastępcą prokuratora państwa przy sądzie w Sanoku (Józefa Heldenburga). Od września 1897 pełnił funkcję substytuta prokuratora w Sanoku, a od 1900 był szefem prokuratorii w Sanoku. Na przełomie września / października 1906 został przeniesiony do Sambora na stanowisko pierwszego prokuratora państwa (nadprokuratora; jego miejsce w Sanoku zajął Jan Scherff). Na tym stanowisku pozostał do końca życia
W 1889 został członkiem wydziału założonego wówczas w Sanoku oddziału Towarzystwa Prawniczego, na przełomie 1894/1895 był sekretarzem, a 19 stycznia 1895 został wybrany członkiem wydziału tegoż. Objął mandat radnego Rady Miejskiej w Sanoku (opróżniony we wrześniu 1890 po odejściu Józefa Drzewickiego), 10 lipca 1893 przyjęto jego rezygnację z mandatu. Był członkiem sanockiego gniazda Polskiego Towarzystwa Gimnastycznego „Sokół” (od powstania w 1889, w latach 90. XIX wieku i na początku XX wieku) oraz członkiem zwyczajnym Macierzy Szkolnej dla Księstwa Cieszyńskiego.
W ostatnim okresie życia chorował. Zmarł 12 września 1910 w Samborze w wieku 55 lat. Został pochowany w grobowcu rodzinnym na Cmentarzu Łyczakowskim we Lwowie (strefa 1a; spoczął tam także jego brat Bolesław zmarły 26 maja 1910).
5 września 1896 żoną Wacława Szomka została Zofia Antonina Bilińska z Krakowa (ur. ok. 1871, córka Aleksandry wzgl. Olgi i Stanisława Bilińskiego, właściciela majątku Młynne, który był synem Ludwika Bilińskiego i Sabiny z domu Pieniążek); ślubu w Kościele Przemienienia Pańskiego w Sanoku udzielił im ks. dr Jan Trznadel, a świadkami byli adwokat dr. Jan Gaweł (krewny panny młodej) oraz przełożony pana młodego, prokurator Józef Heldenburg. Ich córką była Wanda Antonina (ur. 1897).

## Odznaczenia
austro-węgierskie
- Medal Jubileuszowy Pamiątkowy dla Cywilnych Funkcjonariuszów Państwowych[25].
- Krzyż Jubileuszowy dla Cywilnych Funkcjonariuszów Państwowych[25].